# Лотошне
Лотошне (рос. Лотошное) — село у Краснозерському районі Новосибірської області Російської Федерації.
Входить до складу муніципального утворення Лотошанська сільрада. Населення становить 470 осіб (2017).

## Історія
Згідно із законом від 2 червня 2004 року органом місцевого самоврядування є Лотошанська сільрада.

## Населення
| 2002 | 2007 | 2010 | 2012 | 2013 | 2014 | 2015 |
| ---- | ---- | ---- | ---- | ---- | ---- | ---- |
| 802  | ↘738 | ↘581 | ↘557 | ↘543 | ↘521 | ↘513 |
| 2016 | 2017 |      |      |      |      |      |
| ↘487 | ↘470 |      |      |      |      |      |